# Christian Miguel Pinto
Christian Miguel Pinto Baez (* 3. Januar 1981 in Quito, Ecuador), oft als C. Miguel Pinto oder Miguel Pinto erwähnt, ist ein ecuadorianischer Mammaloge, der für seine Forschungsarbeiten über Nagetiere, kleine Raubtiere und Fledermäusen aus der Neotropis (insbesondere in Ecuador, Argentinien und Kolumbien) und deren Parasiten bekannt ist. Er arbeitete als Forscher an der Säugetier-Abteilung des National Museum of Natural History, bis er aufgrund von Vorwürfen der sexuellen Belästigung aus der Smithsonian Institution entlassen wurde. Im November 2016 hatte er eine Forschungsstelle an der Escuela Politécnica Nacional in Quito, Ecuador.

## Leben
Pinto erlangte im Jahr 2005 das Licenciate (Equivalent zum Bachelor of Science) in den Biowissenschaften an der Pontificia Universidad Católica del Ecuador. 2009 erhielt er unter der Leitung von Robert J. Baker mit der Prüfschrift Genetic diversity of the common vampire bat Desmodus rotundus in Ecuador den akademischen Grad eines Master of Science von der Texas Tech University. 2015 wurde er mit der Dissertation Evolution of bat-trypanosome associations and the origins of Chagas Disease unter der Leitung von Susan L. Perkins an der City University of New York zum Ph.D. promoviert.
2012 wurde Pinto mit dem Albert R. und Alma Shadle Fellowship der American Society of Mammalogists ausgezeichnet.
2004 beschrieb er in Zusammenarbeit mit René M. Fonseca die Fledermausart Lophostoma yasuni aus dem Yasuni-Nationalpark in Ecuador, die sich 2016 als Juniorsynonym der Carriker-Rundohrblattnase (Lophostoma carrikeri) herausstellte. 2006 gehörte er zu einem Team (u. a. Roland Kays, Kristofer M. Helgen, Lauren Helgen, Don E. Wilson und Jesús E. Maldonado), das in den ecuadorianischen Anden eine neue Art aus der Gattung der Makibären erforschte, die 2013 als Bassaricyon neblina wissenschaftlich beschrieben wurde.
Im Jahr 2013 gehörte er zu den Erstbeschreibern der Sangay-Opossummaus (Caenolestes sangay) aus Ecuador.
2016 wurde Pinto eine Reihe von Fällen sexueller Belästigung vorgeworfen, von denen er einige zugegeben hat. Er wurde daraufhin aus dem National Museum of Natural History entlassen.